# Dimba
Editácio Vieira de Andrade, surnommé Dimba, né le 30 décembre 1973 à Sobradinho, District fédéral, est un footballeur brésilien.

## Biographie
Il commence sa carrière professionnelle en 1995 pour le Sobradinho Esporte Clube et part ensuite évoluer dans l'équipe du Brasília Futebol Clube et dans la même année à la Sociedade Esportiva do Gama. En 1996, il retourne à Sobradinho et signe en 1997 pour le Botafogo de Futebol e Regatas de Rio de Janeiro. Il quitte le club l'année suivante pour évoluer à l'América Mineiro. En 1999, il joue à l'Associação Portuguesa de Desportos puis à l'Esporte Clube Bahia. En 2000, pour la première fois de sa carrière, il part jouer dans une équipe non-brésilienne à Leça FC au Portugal. En 2000 et 2001, il retourne au pays et rejoue pour le Botafogo. En 2002, il part rejouer au Gama. Il joue ensuite au Goiás Esporte Clube entre 2002 et 2004, année où il part en Arabie saoudite jouer au club de l'Al Ittihad. En 2004, il rejoint l'équipe carioca du Clube de Regatas do Flamengo, où il reste jusqu'à l'année suivante. Il rejoint ensuite l'Associação Desportiva São Caetano. En 2007, il part jouer au Brasiliense Futebol Clube.

## Palmarès
En 1997 avec le Botafogo, il remporte la coupe Guanabara, la Taça Rio et le Campeonato Carioca. En 1999 avec Bahia, il remporte le Campeonato Baiano. En 2003, avec Goiás, il inscrit 31 buts durant la saison, devenant le meilleur buteur du championnat du Brésil, et remportera le Chuteira de Ouro.